# Beneath the Surface (GZA)
Beneath the Surface è il terzo album del rapper statunitense GZA, pubblicato nel 1999 da MCA Records.
L'album ottiene recensioni miste e ottiene un buon successo commerciale: secondo John Bush di AllMusic, l'album è tra i migliori usciti dal Wu-Tang Clan, «la produzione [...] suona molto meglio di qualsiasi altro prodotto pubblicato di recente» e GZA è il «più talentuoso e innovativo artista all'interno del Wu-Tang Clan» grazie alla sua tecnica di rapping. Secondo Robert Christgau, il titolo si riferisce alla «superficie di un lago ghiacciato».
| Recensione       | Giudizio |
| ---------------- | -------- |
| AllMusic         | [ 1 ]    |
| RapReviews       | [ 4 ]    |
| Spin             | [ 5 ]    |
| Stylus Magazine  | B        |
| Robert Christgau | *        |
| USA Today        | [ 7 ]    |

## Tracce
1. Intro – 1:16 – GZA
2. Amplified Sample – 3:31 – Mathematics
3. Beneath the Surface (featuring Killah Priest, Res & Santigold) – 4:29 – Inspectah Deck
4. Skit #1 – 0:37 – GZA
5. Skit #2 – 0:31 – GZA
6. Crash Your Crew (featuring Ol' Dirty Bastard) – 3:07 – John the Baptist
7. Breaker, Breaker – 3:38 – Arabian Knight
8. High Price, Small Reward – 1:43 – Mathematics
9. Hip Hop Fury (featuring RZA, Hell Razah, Timbo King & Dreddy Kruger) – 3:44 – Arabian Knight
10. Skit #3 – 0:47 – GZA
11. 1112 (featuring Masta Killa, Killah Priest & Njeri Earth) – 4:18 – RZA
12. Skit #4 (featuring Angela Yee) – 0:45 – GZA
13. Victim (featuring Joan Davis & Njeri Earth) – 4:04 – Arabian Knight
14. Publicity – 2:37 – Mathematics
15. Feel Like An Enemy (featuring Hell Razah, Killah Priest, Trigga & Prodigal Sunn) – 3:12 – Mathematics
16. Stringplay (Like This, Like That) (featuring Method Man) – 3:18 – Arabian Knight
17. Mic Trippin – 2:59 – Mathematics
18. Outro (featuring La the Darkman & Timbo King) – 1:34 – Arabian Knight

## Classifiche
| Classifica (1999)         | Posizione massima |
| ------------------------- | ----------------- |
| Canada                    | 13                |
| Stati Uniti               | 9                 |
| US Top R&B/Hip-Hop Albums | 1                 |